# Primer discurso de despedida de Donald Trump
El primer discurso de despedida de Donald Trump fue el último discurso oficial de Donald Trump como 45.º presidente de los Estados Unidos, pronunciado como un mensaje de video grabado en línea el 19 de enero de 2021. El discurso de despedida se pronunció el día antes de que Joe Biden, quien lo derrotó en las elecciones presidenciales de Estados Unidos de 2020, fuera juramentado como su sucesor. Trump fue el primer presidente que no asistió a la toma de posesión de su sucesor desde Andrew Johnson en 1869.
Trump evitaría las apariciones públicas y fue expulsado de Twitter en los meses posteriores a su mandato, pero pronto reanudó sus discursos y ganaría las elecciones presidenciales de Estados Unidos de 2024.

## Antecedentes
Trump cumplió su primer mandato como el 45.º presidente de los Estados Unidos, ganando las elecciones presidenciales de 2016 contra la candidata demócrata Hillary Clinton. Fue investido el 20 de enero de 2017. Mientras estuvo en el cargo, Trump recortó el gasto en importantes programas de bienestar social, promulgó aranceles, se retiró de las negociaciones del Acuerdo Transpacífico y firmó el T-MEC, un acuerdo sucesor del TLCAN, aumentó la deuda pública mediante aumentos del gasto y recortes de impuestos para los ricos, y promulgó una política exterior unilateral basada en el realismo ofensivo.
Trump estuvo involucrado en muchas controversias relacionadas con sus políticas, conducta y declaraciones falsas o engañosas, incluida una investigación sobre la supuesta coordinación de la campaña de Trump con el gobierno ruso durante las elecciones de 2016, la Cámara de Representantes inició un proceso de destitución en diciembre de 2019 por abuso de poder y obstrucción del Congreso después de que solicitó a Ucrania que investigara a Joe Biden (fue absuelto por el Senado en febrero de 2020), su política de separación familiar para los migrantes detenidos en la frontera entre Estados Unidos y México, limitaciones en el número de inmigrantes permitidos de ciertos países (muchos de los cuales eran de mayoría musulmana), demanda de financiación federal para el muro fronterizo entre México y Estados Unidos que resultó en el cierre parcial del Gobierno Federal más largo en la historia de Estados Unidos, retirada del acuerdo nuclear con Irán, retirada de los Acuerdos de París, intentos de derogar la Ley de Atención Médica Asequible (ACA por sus siglas en inglés) y flexibilización de la aplicación de numerosas regulaciones ambientales.
Su derrota en su intento de reelección ante Biden se produjo en medio de una serie de crisis internacionales, incluida la pandemia de COVID-19 y la recesión resultante, y las protestas y disturbios tras la muerte de George Floyd a manos de la policía. Después de las elecciones, Trump repitió afirmaciones falsas de que se había producido un fraude electoral generalizado y que sólo él había ganado legítimamente las elecciones. Aunque la mayoría de las demandas resultantes fueron desestimadas o recibieron dictámenes en contra por numerosos tribunales, Trump, no obstante, conspiró con su equipo de campaña para presentar documentos en varios estados (todos los cuales habían sido ganados por Biden) que afirmaban falsamente ser certificados electorales legítimos del presidente Trump y el vicepresidente Mike Pence. Después de la presentación de estos documentos, la campaña de Trump pretendía que quien presidiera el Senado de los Estados Unidos, ya sea Pence (que como vicepresidente es el presidente de iure del Senado) o el presidente pro tempore Chuck Grassley, afirmara tener el poder unilateral de rechazar a los electores durante la sesión de recuento de votos del 6 de enero de 2021; el presidente rechazaría a todos los electores de los diversos estados en los que la campaña de Trump había presentado documentos falsos, dejando 232 votos para Trump y 222 votos para Biden, anulando así los resultados de las elecciones a favor de Trump. Los planes para el 6 de enero no se concretaron después de que Pence se negó a seguir las propuestas de la campaña. Sin embargo, el 6 de enero de 2021, Trump instó a sus partidarios a marchar al Capitolio mientras la sesión conjunta del Congreso estaba reunida allí para contar los votos electorales y formalizar la victoria de Biden, lo que llevó a cientos de personas a asaltar el edificio, quienes interrumpieron el recuento de votos electorales; como resultado, la Cámara de Representantes acusó a Trump por incitación a la insurrección el 13 de enero de 2021, convirtiéndolo en el único funcionario federal en la historia de Estados Unidos en ser sujeto a un proceso de destitución dos veces (el Senado lo absolvería más tarde por segunda vez el 13 de febrero de 2021, después de que ya había dejado el cargo).

## Evento
Trump pronunció su discurso grabado en la Sala Azul de la Casa Blanca.

## Discurso
El discurso recordó al discurso de campaña de Trump, enfatizando los aspectos más destacados de su mandato. Le deseó lo mejor al presidente entrante Biden (sin mencionar directamente su nombre), señalando que el éxito y la seguridad del país dependían de su éxito como líder, aunque también advirtió implícitamente a Biden que no cambiara ni revirtiera algunas de sus propias políticas al asumir el cargo. Trump cerró su discurso con una nota optimista, expresando su creencia de que su movimiento Make America Great Again recién estaba comenzando y expresando su confianza en que seguirá siendo una fuerza en la política estadounidense. Al hacerlo, volvió a sugerir su interés en postularse nuevamente a la presidencia en 2024 o elegir un sucesor para que ocupe su puesto.

El sitio web oficial archivado de la Casa Blanca de Trump destacó los sentimientos de Trump de que:
«Servir como su Presidente ha sido un honor indescriptible. Gracias por este extraordinario privilegio. Y eso es lo que es: un gran privilegio y un gran honor. [...] Con el apoyo y las oraciones del pueblo estadounidense, logramos más de lo que nadie hubiera creído posible. Nadie pensó que pudiéramos siquiera acercarnos. [...] Espero que éste sea nuestro mayor legado: juntos, pongamos al pueblo estadounidense nuevamente a cargo de nuestro país. [...] Somos, y siempre debemos ser, una tierra de esperanza, de luz y de gloria para todo el mundo. Ésta es la preciosa herencia que debemos salvaguardar en cada paso».

## Después del discurso
Casi dos años después de dejar el cargo, Trump anunció oficialmente su candidatura a la presidencia en 2024, el 15 de noviembre de 2022. Trump se convirtió en el candidato presidencial republicano el 15 de julio de 2024, y fue elegido para un segundo mandato no consecutivo como el 47.º presidente de los Estados Unidos el 5 de noviembre de 2024.
Se espera que Trump dé un segundo discurso de despedida en algún momento antes del final de su segunda presidencia el 20 de enero de 2029.